# Azla
Azla (àrab: أذلاء, Aḏlāʾ; amazic estàndard marroquí: ⴰⵥⵍⴰ, Aẓla) és una comuna rural de la província de Tetuan, a la regió de Tànger-Tetuan-Al Hoceima, al Marroc. Segons el cens de 2014 tenia una població total de 16.128 persones.